# Arteria intercostal posterior primera
La arteria intercostal posterior primera es una arteria par que se origina en la arteria intercostal suprema.

## Ramas
- Rama dorsal,
- rama raquídea o espinal.[1]

## Árbol arterial según la T.A.
A12.2.08.061 arteria intercostal suprema (arteria intercostalis suprema)
- A12.2.08.062 arteria intercostal posterior primera (arteria intercostalis posterior prima)
- A12.2.08.063 arteria intercostal posterior segunda (arteria intercostalis posterior secunda)

- A12.2.08.064 ramas dorsales (rami dorsales)
- A12.2.08.065 ramas espinales (rami spinales)

## Distribución
Irriga la pared torácica superior.